# Leitwerksvolumenbeiwert
Der Leitwerksvolumenbeiwert cHLW für das Höhenleitwerk (HLW) ist definiert als das Verhältnis von Leitwerksvolumen SHLW·rHLW zum Produkt aus Bezugsflügeltiefe lμ und Flügelfläche S. Die Bezugsflügeltiefe ist die Tiefe eines rechteckigen Tragflügels, der aerodynamisch dem betrachteten Flügel entspricht. rHLW ist der Abstand zwischen dem Neutralpunkt des Höhenleitwerks und dem Schwerpunkt des Flugzeugs.
{\displaystyle c_{\mathrm {HLW} }={\frac {S_{\mathrm {HLW} }\cdot r_{\mathrm {HLW} }}{S\cdot l_{\mu }}}}
Die im Flugzeugbau verwendeten Werte liegen typischerweise zwischen 0,5 und 1. Kleine Werte wirken sich negativ auf die Längsstabilität und die Trimmbarkeit aus. Große Werte sind der Gesamteffizienz abträglich, da das Höhenleitwerk im Reiseflug lediglich Abtrieb erzeugt.
Der Leitwerksvolumenbeiwert cSLW für das Seitenleitwerk SLW ist definiert als
{\displaystyle c_{\mathrm {SLW} }={\frac {S_{\mathrm {SLW} }\cdot r_{\mathrm {SLW} }}{S\cdot b}}}.
Darin ist {\displaystyle b} ist die Spannweite des Tragflügels. Typische Werte liegen zwischen 0,04 und 0,08.